# نادي كييتي
نادي كييتي كالسيو الرياضي هو نادي كرة قدم إيطالي أٌسس عام 1922. يلعب النادي في الدوري الإيطالي الدرجة الثالثة ‏.